# Sandefjord Fotball 2016
Questa voce raccoglie le informazioni riguardanti il Sandefjord Fotball nelle competizioni ufficiali della stagione 2016.

## Stagione
Il Sandefjord è tornato in 1. divisjon a seguito della retrocessione del campionato 2015. L'allenatore Lars Bohinen è stato comunque confermato. Il 16 dicembre 2015 sono stati compilati i calendari in vista della nuova stagione, con il Sandefjord che avrebbe disputato la 1ª giornata nel weekend del 3 aprile ospitando lo Strømmen.
Il 1º aprile è stato sorteggiato il primo turno del Norgesmesterskapet 2016: il Sandefjord avrebbe così fatto visita all'Halsen. Al secondo turno, la squadra è stata sorteggiata contro il Kjelsås. Al turno successivo, il Sandefjord avrebbe ospitato il Lillestrøm. Dopo aver superato anche questo avversario, il Sandefjord ha battuto il Sandnes Ulf, prima di salutare la competizione ai quarti di finale con l'eliminazione per mano del Kongsvinger.
Il 23 ottobre, a seguito della vittoria interna per 1-0 contro il Bryne, la squadra si è assicurata la promozione in Eliteserien con una giornata d'anticipo sulla fine del campionato.

## Maglie e sponsor
Lo sponsor tecnico per la stagione 2016 è stato Macron, mentre lo sponsor ufficiale è stato Jǫtunn. La divisa casalinga era completamente blu, con rifiniture bianche. Quella da trasferta era invece totalmente rossa.
| Casa | Trasferta |

## Rosa
| N. |                      | Ruolo | Calciatore           |
| -- | -------------------- | ----- | -------------------- |
| 1  | Islanda (bandiera)   | P     | Ingvar Jónsson       |
| 2  | Norvegia (bandiera)  | D     | Lars Grorud          |
| 3  | Senegal (bandiera)   | D     | Abdoulaye Seck       |
| 4  | Senegal (bandiera)   | D     | Victor Demba Bindia  |
| 5  | Norvegia (bandiera)  | D     | Alexander Gabrielsen |
| 6  | Spagna (bandiera)    | C     | Pau Morer            |
| 7  | Norvegia (bandiera)  | C     | Geir Ludvig Fevang   |
| 8  | Norvegia (bandiera)  | C     | Erik Mjelde          |
| 9  | Norvegia (bandiera)  | C     | Håvard Storbæk       |
| 10 | Ungheria (bandiera)  | A     | Péter Kovács         |
| 11 | Norvegia (bandiera)  | C     | Martin Torp          |
| 12 | Norvegia (bandiera)  | P     | Anders Gundersen     |
| 14 | Norvegia (bandiera)  | D     | Kevin Larsen         |
| 15 | Spagna (bandiera)    | C     | Enric Vallés         |
| 17 | Argentina (bandiera) | A     | Leandro Garate       |

| N. |                     | Ruolo | Calciatore                |
| -- | ------------------- | ----- | ------------------------- |
| 18 | Norvegia (bandiera) | D     | Kjetil Berge              |
| 19 | Norvegia (bandiera) | A     | Kjell Rune Sellin         |
| 21 | Norvegia (bandiera) | A     | Håkon Lorentzen           |
| 21 | Norvegia (bandiera) | C     | Kristoffer Normann Hansen |
| 22 | Norvegia (bandiera) | C     | Andre Sødlund             |
| 25 | Svezia (bandiera)   | C     | William Kurtović          |
| 27 | Norvegia (bandiera) | D     | Christer Hansen           |
| 28 | Norvegia (bandiera) | D     | Varg Støvland             |
| 29 | Norvegia (bandiera) | D     | Eirik Offenberg           |
| 30 | Norvegia (bandiera) | P     | Vetle Heian               |
| 31 | Norvegia (bandiera) | D     | Sander Moen Foss          |
| 32 | Norvegia (bandiera) | D     | Mats Holt                 |
| 34 | Norvegia (bandiera) | C     | Sabawon Shamohammad       |
| 40 | Norvegia (bandiera) | P     | Jesper Granlund           |

## Calciomercato

### Sessione invernale(dal 01/01 al 31/03)
| Arrivi | Arrivi           | Arrivi       | Arrivi        |
| R.     | Nome             | da           | Modalità      |
| ------ | ---------------- | ------------ | ------------- |
| P      | Anders Gundersen | Strømsgodset | prestito      |
| D      | Abdoulaye Seck   | Hønefoss     | definitivo    |
| C      | Andre Sødlund    | Nest-Sotra   | fine prestito |
| C      | Håvard Storbæk   |              | svincolato    |
| A      | Péter Kovács     |              | svincolato    |

| Partenze         | Partenze            | Partenze        | Partenze      |
| R.               | Nome                | a               | Modalità      |
| ---------------- | ------------------- | --------------- | ------------- |
| P                | Jakob Busk          | Copenaghen      | fine prestito |
| P                | Gary Hogan          |                 | ritiro        |
| D                | Yaw Amankwah        |                 | svincolato    |
| D                | Thomas Juel-Nielsen | Falkenberg      | definitivo    |
| C                | Martin Andresen     |                 | svincolato    |
| C                | Cheikhou Dieng      |                 | svincolato    |
| C                | Eirik Lamøy         |                 | svincolato    |
| C                | Mads Pedersen       |                 | svincolato    |
| A                | Jean Alassane Mendy | Kristiansund BK | definitivo    |
| Altre operazioni |                     |                 |               |
| R.               | Nome                | da              | Modalità      |
| P                | Anders Gundersen    | Strømsgodset    | fine prestito |

### Sessione estiva(dal 21/07 al 17/08)
| Arrivi | Arrivi         | Arrivi       | Arrivi     |
| R.     | Nome           | da           | Modalità   |
| ------ | -------------- | ------------ | ---------- |
| D      | Kjetil Berge   | Sarpsborg 08 | definitivo |
| A      | Leandro Garate |              | svincolato |

| Partenze | Partenze                  | Partenze        | Partenze   |
| R.       | Nome                      | a               | Modalità   |
| -------- | ------------------------- | --------------- | ---------- |
| C        | Kristoffer Normann Hansen | Sarpsborg 08    | definitivo |
| C        | Martin Torp               | Ullensaker/Kisa | prestito   |

### Dopo la sessione estiva
| Arrivi | Arrivi          | Arrivi | Arrivi     |
| R.     | Nome            | da     | Modalità   |
| ------ | --------------- | ------ | ---------- |
| A      | Håkon Lorentzen |        | svincolato |

| Partenze | Partenze | Partenze | Partenze |
| R.       | Nome     | a        | Modalità |
| -------- | -------- | -------- | -------- |

## Risultati

### 1. divisjon

#### Girone di andata
| Arbitro: | Hansen (Oslo) |

|                                            |           |         |
| Kovács 1’ Mjelde 5’ Sødlund 77’ Sellin 80’ | Marcatori | 26’ Øby |

| Arbitro: | Smehus Kringstad |

|        |           |  |
| Aas 5’ | Marcatori |  |

| Arbitro: | Haugen (Rælingen) |

|                        |           |                       |
| Sellin 78’ Sødlund 81’ | Marcatori | 67’ Nisja 90’ Engblom |

| Arbitro: | Gjermshus (Oslo) |

|         |           |                        |
| Aas 30’ | Marcatori | 49’ Sellin 52’ Storbæk |

| Arbitro: | Lundby (Bøverbru) |

|                  |           |                       |
| Tønne 86’ (rig.) | Marcatori | 71’ Mjelde 90’ Fevang |

| Arbitro: | Hauge (Bergen) |

|                               |           |  |
| Normann Hansen 79’ Kovács 84’ | Marcatori |  |

| Arbitro: | Tennøy (Bergen) |

|               |           |                                                    |
| Magnussen 81’ | Marcatori | 57’ (rig.) Storbæk 73’ (rig.) Mjelde 75’ Offenberg |

| Arbitro: | Moen (Lillestrøm) |

|                       |           |  |
| Larsen 17’ Vallés 78’ | Marcatori |  |

| Arbitro: | Hansen (Oslo) |

|  |           |                       |
|  | Marcatori | 82’ Kovács 84’ Sellin |

| Arbitro: | Haugen (Rælingen) |

|                            |           |                 |
| Kovács 23’, 73’ Sellin 65’ | Marcatori | 39’ Rømo Skille |

| Arbitro: | Døvle (Larvik) |

|               |           |  |
| Moldskred 13’ | Marcatori |  |

| Sandefjord 12 giugno 2016, ore 13:00 12ª giornata | Sandefjord    | 0 – 0 referto | Kristiansund BK | Komplett Arena (3.180 spett.)\| Arbitro: \| Hansen (Feda) \| |
| Arbitro:                                          | Hansen (Feda) |               |                 |                                                              |

| Arbitro: | Smehus Kringstad |

|  |           |                                |
|  | Marcatori | 13’ Mjelde 28’ (aut.) Knežević |

| Arbitro: | Steen (Bergen) |

|                                   |           |                                   |
| Vallés 41’ Storbæk 64’ Kovács 85’ | Marcatori | 45’ (aut.) C. Hansen 68’ Berglann |

| Arbitro: | Amland (Bergen) |

|           |           |                        |
| Valøy 90’ | Marcatori | 34’ Storbæk 67’ Sellin |

#### Girone di ritorno
| Arbitro: | Kjensli (Kjelsås) |

|           |           |                         |
| Morer 43’ | Marcatori | 39’ Nordberg 63’ Stokke |

| Arbitro: | Moen (Lillestrøm) |

|                               |           |  |
| Stene 9’, 20’ Reginiussen 69’ | Marcatori |  |

| Arbitro: | Saggi (Drammen) |

|                    |           |                                        |
| Normann Hansen 49’ | Marcatori | 10’ Maykel 23’ Moldskred 57’ Ellingsen |

| Arbitro: | Moen (Oslo) |

|                                                        |           |  |
| Engblom 21’, 64’ Berget Skjølsvik 34’ Eriksen 51’, 57’ | Marcatori |  |

| Arbitro: | Hauge (Bergen) |

|                                   |           |  |
| Mjelde 10’ (rig.) Sellin 73’, 90’ | Marcatori |  |

| Arbitro: | Hobber Nilsen (Oslo) |

|               |           |                            |
| Sørum 1’, 52’ | Marcatori | 36’ Offenberg 60’ Kurtović |

| Arbitro: | Hansen (Oslo) |

|                               |           |          |
| Sellin 14’, 89’ Offenberg 22’ | Marcatori | 73’ Næss |

| Arbitro: | Saggi (Drammen) |

|            |           |            |
| Herrem 67’ | Marcatori | 16’ Mjelde |

| Arbitro: | Smehus Kringstad (Oslo) |

|           |           |  |
| Morer 51’ | Marcatori |  |

| Arbitro: | Hagenes (Marikollen) |

|              |           |                        |
| Lind 7’, 73’ | Marcatori | 14’ Mjelde 38’ Sødlund |

| Arbitro: | Hauge (Bergen) |

|                             |           |           |
| Kovács 58’ Tønne 72’ (aut.) | Marcatori | 24’ Begby |

| Arbitro: | Borgersen (Oslo) |

|                                         |           |  |
| Mjelde 42’ Mensah 76’ (aut.) Sellin 90’ | Marcatori |  |

| Arbitro: | Følstad Skarsem (Trondheim) |

|  |           |                            |
|  | Marcatori | 83’ Mjelde 90’, 90’ Sellin |

| Arbitro: | Tennøy (Bergen) |

|            |           |  |
| Sellin 85’ | Marcatori |  |

| Arbitro: | Hansen (Oslo) |

|                         |           |                         |
| Coly 26’ Bamba 54’, 90’ | Marcatori | 67’ Kurtović 90’ Kovács |

### Norgesmesterskapet
| Larvik 13 aprile 2016, ore 18:00 Primo turno                                                                    | Halsen    | 0 – 8 referto                                                                 | Sandefjord | Bergeskogen Kunstgress (1.000 spett.) |
| \| \| \| \| \| \| Marcatori \| 27’ Offenberg 40’ Kovács 53’, 59’, 74’ Sellin 57’ Seck 80’ Mjelde 86’ Sødlund \| |           |                                                                               |            |                                       |
| |           |                                                                               |            |                                       |
| | Marcatori | 27’ Offenberg 40’ Kovács 53’, 59’, 74’ Sellin 57’ Seck 80’ Mjelde 86’ Sødlund |            |                                       |

| Oslo 27 aprile 2016, ore 18:00 Secondo turno | Kjelsås   | 0 – 1 referto | Sandefjord | Grefsen Stadion (228 spett.) |
| \| \| \| \| \| \| Marcatori \| 71’ Kovács \| |           |               |            |                              |
|                                              |           |               |            |                              |
|                                              | Marcatori | 71’ Kovács    |            |                              |

| Arbitro: | Hansen (Oslo) |

|            |           |  |
| Fevang 41’ | Marcatori |  |

| Arbitro: | Eskås (Oslo) |

|                        |           |             |
| Storbæk 56’ Fevang 90’ | Marcatori | 70’ Engblom |

| Arbitro: | Eskås (Oslo) |

|                        |           |            |
| Ellingsen 8’ Güven 70’ | Marcatori | 58’ Larsen |

## Statistiche

### Statistiche di squadra
| Competizione       | Punti | In casa | In casa | In casa | In casa | In casa | In casa | In trasferta | In trasferta | In trasferta | In trasferta | In trasferta | In trasferta | Totale | Totale | Totale | Totale | Totale | Totale | DR  |
| Competizione       | Punti | G       | V       | N       | P       | Gf      | Gs      | G            | V            | N            | P            | Gf           | Gs           | G      | V      | N      | P      | Gf     | Gs     | DR  |
| ------------------ | ----- | ------- | ------- | ------- | ------- | ------- | ------- | ------------ | ------------ | ------------ | ------------ | ------------ | ------------ | ------ | ------ | ------ | ------ | ------ | ------ | --- |
| 1. divisjon        | 59    | 15      | 11      | 2       | 2       | 31      | 13      | 15           | 7            | 3            | 5            | 23           | 22           | 30     | 18     | 5      | 7      | 54     | 35     | +19 |
| Norgesmesterskapet | -     | 2       | 2       | 0       | 0       | 3       | 1       | 3            | 2            | 0            | 1            | 10           | 2            | 5      | 4      | 0      | 1      | 13     | 3      | +10 |
| Totale             | -     | 17      | 13      | 2       | 2       | 34      | 14      | 18           | 9            | 3            | 6            | 33           | 24           | 35     | 22     | 5      | 8      | 67     | 38     | -29 |

### Andamento in campionato
| Giornata  | 1 | 2 | 3 | 4 | 5 | 6 | 7 | 8 | 9 | 10 | 11 | 12 | 13 | 14 | 15 | 16 | 17 | 18 | 19 | 20 | 21 | 22 | 23 | 24 | 25 | 26 | 27 | 28 | 29 | 30 |
| --------- | - | - | - | - | - | - | - | - | - | -- | -- | -- | -- | -- | -- | -- | -- | -- | -- | -- | -- | -- | -- | -- | -- | -- | -- | -- | -- | -- |
| Luogo     | C | T | C | T | C | T | T | C | T | C  | T  | C  | T  | C  | T  | C  | T  | C  | T  | C  | T  | C  | T  | C  | T  | C  | C  | T  | C  | T  |
| Risultato | V | S | N | V | V | V | V | V | V | V  | P  | N  | V  | V  | V  | P  | P  | P  | P  | V  | N  | V  | N  | V  | N  | V  | V  | V  | V  | P  |
| Posizione | 1 | 4 | 7 | 6 | 3 | 3 | 2 | 1 | 1 | 1  | 2  | 2  | 2  | 2  | 2  | 2  | 2  | 2  | 3  | 2  | 3  | 3  | 2  | 2  | 2  | 2  | 2  | 2  | 1  | 2  |

Fonte:  OBOS-ligaen 2016, su altomfotball.no, Altomfotball.
Legenda:

Luogo: C = Casa; T = Trasferta. Risultato: V = Vittoria; N = Pareggio; P = Sconfitta.

### Statistiche dei giocatori
| Giocatore         | 1. divisjon | 1. divisjon | 1. divisjon | 1. divisjon | Norgesmesterskapet | Norgesmesterskapet | Norgesmesterskapet | Norgesmesterskapet | Coppe europee | Coppe europee | Coppe europee | Coppe europee | Altre coppe | Altre coppe | Altre coppe | Altre coppe | Totale   | Totale | Totale      | Totale     |
| Giocatore         | Presenze    | Reti        | Ammonizioni | Espulsioni  | Presenze           | Reti               | Ammonizioni        | Espulsioni         | Presenze      | Reti          | Ammonizioni   | Espulsioni    | Presenze    | Reti        | Ammonizioni | Espulsioni  | Presenze | Reti   | Ammonizioni | Espulsioni |
| ----------------- | ----------- | ----------- | ----------- | ----------- | ------------------ | ------------------ | ------------------ | ------------------ | ------------- | ------------- | ------------- | ------------- | ----------- | ----------- | ----------- | ----------- | -------- | ------ | ----------- | ---------- |
| K. Berge          | 12          | 0           | 2           | 0           | -                  | -                  | -                  | -                  |               |               |               |               |             |             |             |             | 12       | 0      | 2           | 0          |
| V. Bindia         | 29          | 0           | 3           | 0           | 3                  | 0                  | 0                  | 0                  |               |               |               |               |             |             |             |             | 32       | 0      | 3           | 0          |
| G. Fevang         | 20          | 1           | 2           | 0           | 0                  | 0                  | 0                  | 0                  |               |               |               |               |             |             |             |             | 20       | 1      | 2           | 0          |
| A. Gabrielsen     | 5           | 0           | 1           | 0           | 0                  | 0                  | 0                  | 0                  |               |               |               |               |             |             |             |             | 5        | 0      | 1           | 0          |
| L. Garate         | 0           | 0           | 0           | 0           | -                  | -                  | -                  | -                  |               |               |               |               |             |             |             |             | 0        | 0      | 0           | 0          |
| J. Granlund       | 0           | -0          | 0           | 0           | 0                  | -0                 | 0                  | 0                  |               |               |               |               |             |             |             |             | 0        | 0      | 0           | 0          |
| L. Grorud         | 9           | 0           | 2           | 0           | 2                  | 0                  | 1                  | 0                  |               |               |               |               |             |             |             |             | 11       | 0      | 3           | 0          |
| A. Gundersen      | 7           | -7          | 0           | 0           | 5                  | -3                 | 0                  | 0                  |               |               |               |               |             |             |             |             | 12       | -10    | 0           | 0          |
| C. Hansen         | 28          | 0           | 5           | 0           | 5                  | 0                  | 3                  | 0                  |               |               |               |               |             |             |             |             | 33       | 0      | 8           | 0          |
| V. Heian          | 0           | -0          | 0           | 0           | 0                  | -0                 | 0                  | 0                  |               |               |               |               |             |             |             |             | 0        | 0      | 0           | 0          |
| M. Holt           | 0           | 0           | 0           | 0           | 0                  | 0                  | 0                  | 0                  |               |               |               |               |             |             |             |             | 0        | 0      | 0           | 0          |
| I. Jónsson        | 23          | -28         | 1           | 0           | 0                  | -0                 | 0                  | 0                  |               |               |               |               |             |             |             |             | 23       | -28    | 1           | 0          |
| P. Kovács         | 26          | 8           | 1           | 0           | 0                  | 0                  | 0                  | 0                  |               |               |               |               |             |             |             |             | 26       | 8      | 1           | 0          |
| W. Kurtović       | 28          | 2           | 0           | 0           | 5                  | 0                  | 1                  | 0                  |               |               |               |               |             |             |             |             | 33       | 2      | 1           | 0          |
| K. Larsen         | 24          | 1           | 4           | 0           | 5                  | 1                  | 0                  | 0                  |               |               |               |               |             |             |             |             | 29       | 2      | 4           | 0          |
| H. Lorentzen      | 4           | 0           | 0           | 0           | -                  | -                  | -                  | -                  |               |               |               |               |             |             |             |             | 4        | 0      | 0           | 0          |
| E. Mjelde         | 29          | 9           | 3           | 0           | 5                  | 1                  | 0                  | 0                  |               |               |               |               |             |             |             |             | 34       | 10     | 3           | 0          |
| S. Moen Foss      | 0           | 0           | 0           | 0           | 0                  | 0                  | 0                  | 0                  |               |               |               |               |             |             |             |             | 0        | 0      | 0           | 0          |
| P. Morer          | 20          | 2           | 3           | 0           | 3                  | 0                  | 1                  | 0                  |               |               |               |               |             |             |             |             | 23       | 2      | 4           | 0          |
| K. Normann Hansen | 14          | 2           | 2           | 0           | 2                  | 0                  | 1                  | 0                  |               |               |               |               |             |             |             |             | 16       | 2      | 3           | 0          |
| E. Offenberg      | 23          | 3           | 4           | 1           | 5                  | 1                  | 0                  | 0                  |               |               |               |               |             |             |             |             | 28       | 4      | 4           | 1          |
| A. Seck           | 21          | 0           | 3           | 0           | 4                  | 1                  | 0                  | 0                  |               |               |               |               |             |             |             |             | 25       | 1      | 3           | 0          |
| K. Sellin         | 30          | 14          | 2           | 0           | 5                  | 3                  | 0                  | 0                  |               |               |               |               |             |             |             |             | 35       | 17     | 2           | 0          |
| S. Shamohammad    | 1           | 0           | 0           | 0           | 0                  | 0                  | 0                  | 0                  |               |               |               |               |             |             |             |             | 1        | 0      | 0           | 0          |
| A. Sødlund        | 14          | 3           | 1           | 0           | 2                  | 1                  | 0                  | 0                  |               |               |               |               |             |             |             |             | 16       | 4      | 1           | 0          |
| H. Storbæk        | 26          | 4           | 3           | 0           | 4                  | 1                  | 0                  | 0                  |               |               |               |               |             |             |             |             | 30       | 5      | 3           | 0          |
| V. Støvland       | 1           | 0           | 0           | 0           | 2                  | 0                  | 0                  | 0                  |               |               |               |               |             |             |             |             | 3        | 0      | 0           | 0          |
| M. Torp           | 2           | 0           | 0           | 0           | 0                  | 0                  | 0                  | 0                  |               |               |               |               |             |             |             |             | 2        | 0      | 0           | 0          |
| E. Vallés         | 17          | 2           | 4           | 0           | 0                  | 0                  | 0                  | 0                  |               |               |               |               |             |             |             |             | 17       | 2      | 4           | 0          |